# Грах на Мозелу
Грах на Мозелу (њем. Graach an der Mosel) општина је у њемачкој савезној држави Рајна-Палатинат. Једно је од 107 општинских средишта округа Бернкастел-Витлих. Према процјени из 2010. у општини је живјело 718 становника. Посједује регионалну шифру (AGS) 7231041.

## Географски и демографски подаци
Грах на Мозелу се налази у савезној држави Рајна-Палатинат у округу Бернкастел-Витлих. Општина се налази на надморској висини од 105 метара. Површина општине износи 8,6 km². У самом мјесту је, према процјени из 2010. године, живјело 718 становника. Просјечна густина становништва износи 83 становника/km².

## Међународна сарадња
| Мјесто | Држава | Врста сарадње | Од    |
| ------ | ------ | ------------- | ----- |
|        | Пољска | партнерство   | 1993. |
| Извор  |        |               |       |